# Hrhov
Hrhov é um município da Eslováquia, situado no distrito de Rožňava, na região de Košice. Tem 36,08 km² de área e sua população em 2018 foi estimada em 1.051 habitantes.

## Demografia
| Ano:        | 1994 | 2004   | 2014   | 2024   |
| ----------- | ---- | ------ | ------ | ------ |
| Broj ljudi: | 1177 | 1192   | 1115   | 1040   |
| Razlika:    |      | +1,27% | -6,45% | -6,72% |

| Ano:               | 2023 | 2024   |
| ------------------ | ---- | ------ |
| Número de pessoas: | 1045 | 1040   |
| Diferença:         |      | -0,47% |